# Campeonato Sul-Americano de Futebol Sub-15 de 2019
O Campeonato Sul-Americano de Futebol Sub-15 de 2019 foi a 9ª edição da competição organizada pela Confederação Sul-Americana de Futebol para jogadores com até 15 anos de idade. O evento foi realizado no Paraguai entre os dias 23 de novembro e 8 de dezembro.

## Sede
A sede, primeiramente, seria na Bolívia, nas cidades de Santa Cruz de la Sierra e Warnes. Porém, com a renúncia do presidente, Evo Morales, a Confederação Sul-Americana de Futebol, para garantir a segurança dos doze países participantes e suas delegações, a sede foi transferida oficialmente para Assunção, no Paraguai.

## Fórmula de disputa
As onze equipes participantes foram divididas em dois grupos (um de seis e outro de cinco) para a disputa da primeira fase, onde enfrentaram os adversários dentro do grupo, no sistema de todos contra todos. As duas equipes com o maior número de pontos em cada grupo avançaram para a fase final, disputada no sistema de mata-mata. Para ser declarada campeã, a equipe deve vencer (seja no tempo normal ou nas penalidades) a semifinal e a final.
Em caso de empate por pontos, a classificação se determina através dos seguintes critérios, seguindo a ordem:
1. Saldo de gols
2. Número de gols a favor (gols pró)
3. Confronto direto entre as equipes empatadas (apenas duas equipes)
4. Sorteio

## Equipes participantes
Todas as dez equipes filiadas a CONMEBOL participaram do evento:
| Seleção   | Participações | Em 2017      | Melhor resultado anterior         |  |  |  |  |
| --------- | ------------- | ------------ | --------------------------------- |  |  |  |  |
| Seleção   | Participações | Em 2017      | Melhor resultado anterior         |  |  |  |  |
| Argentina | 9ª            | Campeã       | Campeã (2017)                     |  |  |  |  |
| Bolívia   | 9ª            | 10º          | Quarto lugar (2005)               |  |  |  |  |
| Brasil    | 9ª            | Vice-Campeão | Campeão (2005, 2007, 2011 e 2015) |  |  |  |  |
| Chile     | 9ª            | 5º           | Quarto lugar (2007 e 2013)        |  |  |  |  |
| Colômbia  | 9ª            | 7º           | Vice-campeão (2004, 2011 e 2013)  |  |  |  |  |
| Equador   | 9ª            | 6º           | Terceiro lugar (2009)             |  |  |  |  |
| Paraguai  | 9ª            | 3º           | Campeão (2004, 2009)              |  |  |  |  |
| Peru      | 9ª            | 4º           | Campeão (2013)                    |  |  |  |  |
| Uruguai   | 9ª            | 8º           | Vice-campeão (2007, 2015)         |  |  |  |  |
| Venezuela | 9ª            | 9º           | Quinto lugar (2007)               |  |  |  |  |

Duas seleções da UEFA fora convidadas a participar do torneio:
| Seleção   | Participações |
| --------- | ------------- |
| Bélgica   | Estreante     |
| · Polônia | Estreante     |

## Primeira fase
Todas as partidas seguem o horário de verão do Paraguai (UTC−3).

### Grupo A
| Pos. | Seleção   | P  | J | V | E | D | GP | GC | SG |
| ---- | --------- | -- | - | - | - | - | -- | -- | -- |
| 1    | Brasil    | 10 | 5 | 3 | 1 | 1 | 13 | 4  | 9  |
| 2    | Colômbia  | 10 | 5 | 3 | 1 | 1 | 9  | 3  | 6  |
| 3    | Venezuela | 6  | 5 | 1 | 3 | 1 | 4  | 4  | 0  |
| 4    | Bélgica   | 6  | 5 | 2 | 0 | 3 | 5  | 10 | -5 |
| 5    | Peru      | 5  | 5 | 1 | 2 | 2 | 3  | 6  | -3 |
| 6    | Bolívia   | 4  | 5 | 1 | 1 | 3 | 2  | 9  | -7 |

### Grupo B
| Pos. | Seleção   | P | J | V | E | D | GP | GC | SG |
| ---- | --------- | - | - | - | - | - | -- | -- | -- |
| 1    | Argentina | 8 | 4 | 2 | 2 | 0 | 9  | 1  | 8  |
| 2    | Paraguai  | 6 | 4 | 1 | 3 | 0 | 5  | 3  | 2  |
| 3    | Equador   | 6 | 4 | 1 | 3 | 0 | 5  | 4  | 1  |
| 4    | Uruguai   | 3 | 4 | 1 | 0 | 3 | 6  | 9  | -3 |
| 5    | Chile     | 2 | 4 | 0 | 2 | 2 | 4  | 12 | -8 |

· A Polônia cancelou sua participação

## Fase final
|  | Semifinal                   | Semifinal |       |  | Final                                | Final |  |
|  |                             |           |       |  |                                      |       |  |
|  | 5 de dezembro - Adrián Jara |           |       |  |                                      |       |  |
|  | Argentina                   | 4         |       |  |                                      |       |  |
|  | Colômbia                    | 2         |       |  |                                      |       |  |
|  |                             |           |       |  |                                      |       |  |
|  |                             |           |       |  | 8 de dezembro - Defensores del Chaco |       |  |
|  |                             |           |       |  | Argentina                            | 1 (3) |  |
|  |                             | Brasil    | 1 (5) |  |                                      |       |  |
|  |                             |           |       |  |                                      |       |  |
|  |                             |           |       |  |                                      |       |  |
|  |                             |           |       |  |                                      |       |  |
|  | 5 de dezembro - Adrián Jara |           |       |  |                                      |       |  |
|  | Brasil                      | 2         |       |  |                                      |       |  |
|  | Paraguai                    | 0         |       |  |                                      |       |  |

## Premiação
| Campeonato Sul-Americano de Futebol Sub-15 de 2019 |
| Brasil                                             |
| -------------------------------------------------- |
| Brasil Campeão (5º título)                         |